# カッコウムシ
カッコウムシ（郭公虫、郭公蟲）は、コウチュウ目（鞘翅目）・カッコウムシ科 Cleroidea に分類される昆虫の総称。多くの種があり、日本では50種ほどが知られる。
成虫の体長は数mmから大きくても1cmに満たない程で、甲虫としては小型である。成虫の体型は前後に細長く、頭部・前胸部より後胸部・腹部の幅が広い。肉食性であるが大顎は目立たない。色彩は種類ごとに変異に富む。
幼虫は前後に細長い。頭部が小さく、尾部は頭部より太い。幼虫の多くは朽ち木内に穿孔して住み、朽ち木の中にいる他の甲虫の幼虫を捕食して成長する。
多くの種の成虫は朽ち木、花、キノコなどに集まり、他の昆虫を捕食する。朽ち木に集まる種ではキクイムシやカミキリムシ等も捕食する。ただし乾燥動物質を食べるものもいて、これらは標本や乾物に害を与える。

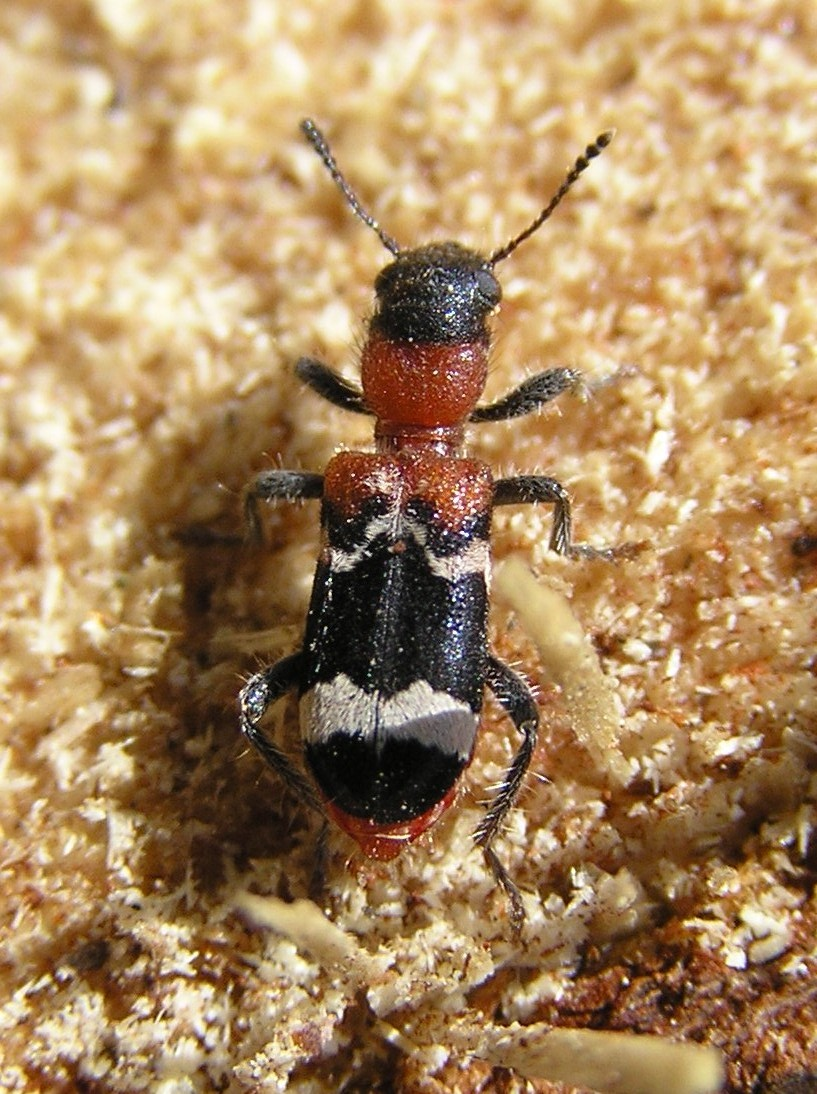
Thanasimus formicarius
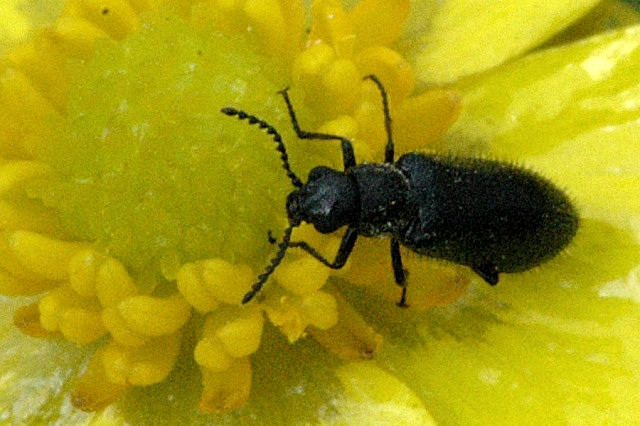
Tillus elongatus
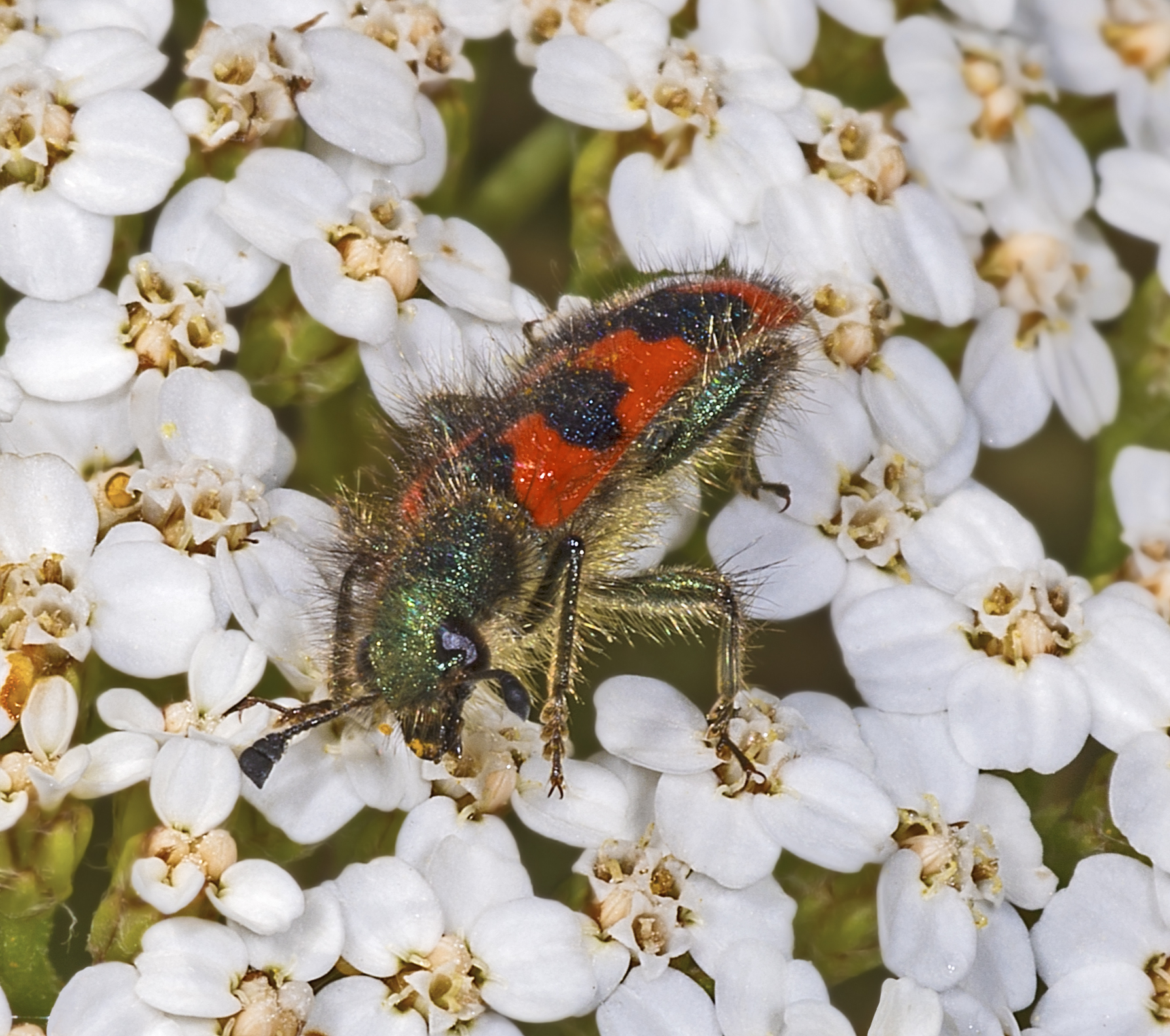
Trichodes alvearius
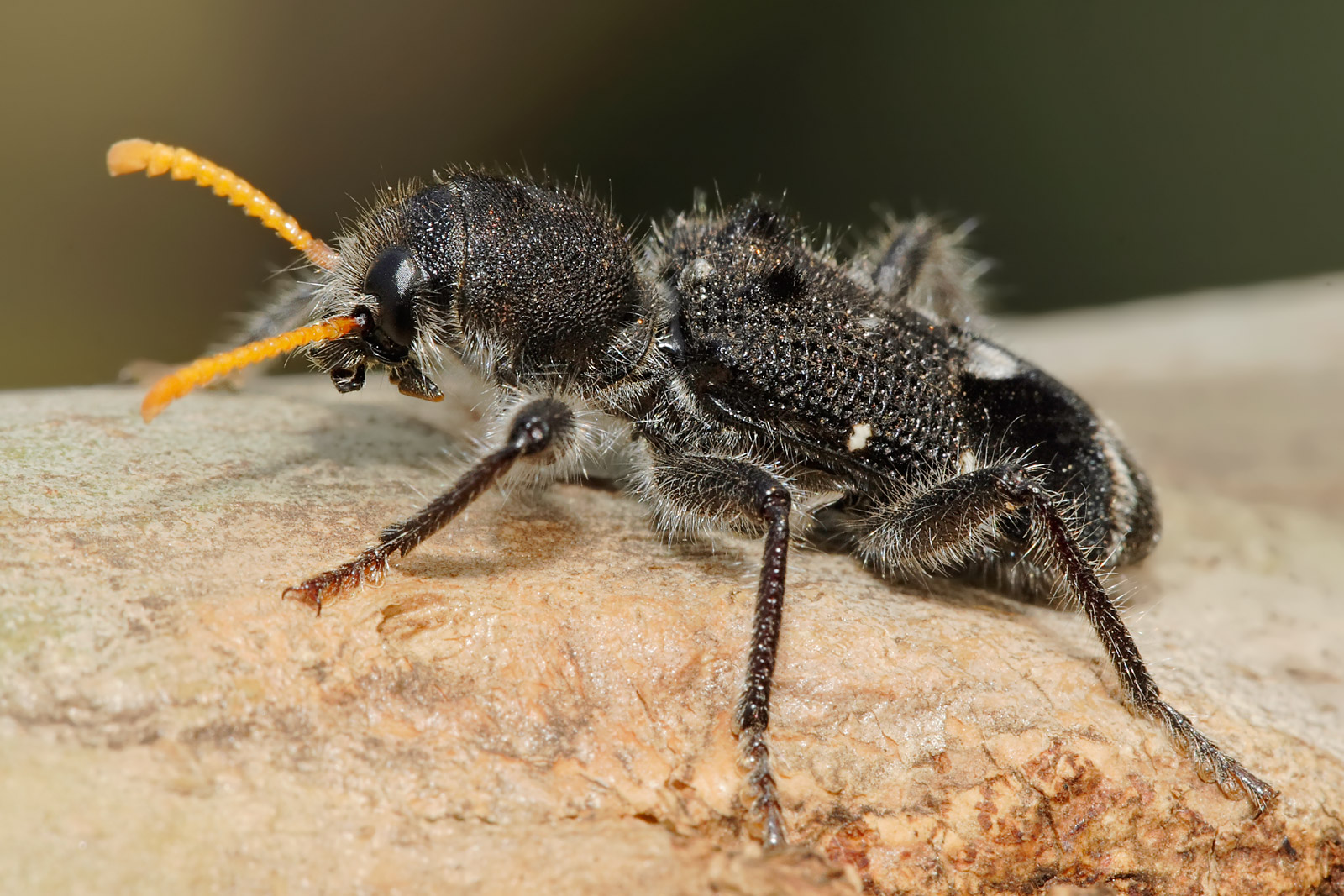
Trogodendron fasciculatum